# Svensk Pingstmission (PMU)
Svensk Pingstmission, tidigare Pingstmissionens Utvecklingssamarbete (PMU), är en missions- och biståndsorganisation kopplad till Pingströrelsen i Sverige, med cirka 300 projekt spridda över hela världen. Organisationen blev 1980 en så kallad "ramorganisation" för svenskt statligt bistånd, men ingår numera under ramorganisationen Svenska missionsrådet.
Svensk Pingstmission grundades 1965 som "Stiftelsen Svenska Pingstmissionens U-landshjälp". År 1999 ändrades des namn till Pingstmissionens Utvecklingssamarbete, samtidigt som stiftelsen ombildades till en ideell förening, vilken 2001 namnändrades till Svensk Pingstmission. Det inarbetade namnet PMU används dock fortfarande parallellt.
Svensk Pingstmission och de svenska pingstförsamlingarna stödde 2004 missionsarbete i drygt 80 länder, varav utvecklingsarbete stödde med svenska statsmedel via Sida i ett sextiotal länder. År 2003 fanns 213 pingstmissionärer, varav 51 med volontärbidrag från Sida.
Merparten av projekt, vilka Pingstmissionens Utvecklingssamarbete driver tillsammans med lokala partnerorganisationen, finns i Afrika,
Organisationen öppnade 2015 fem fältkontor:
- Nairobi i Kenya
- Bukavu i Demokratiska Republiken Kongo
- Ouagadougou i Burkina Faso
- Chiang Mai i Thailand
- Limassol i Cypern